# Restaurant Alouette
Restaurant Alouette er en dansk restaurant i Kronprinsessegade i København  (tidligere på Islands Brygge. Alouette (fransk: lærke) åbnede i maj 2018. Den har siden februar 2019 haft en stjerne i Michelinguiden.